# شادي الجندب
شادي الجندب أو هازِجَة الجندب (الاسم العلمي: Helopsaltes)، جنس طيور من الجواثم وفصيلة شاديات الأعشاب.
يحتوي على الأنواع التالية:
- شادي الجندب ساشالين (Helopsaltes amnicola)
- شادي الجندب الرمادي (Helopsaltes fasciolatus)
- طائر عشب المستنقع (Helopsaltes pryeri)
- شادي الجندب بالاس (Helopsaltes certhiola)
- شادي الجندب ستين (Helopsaltes pleskei)
- شادي الجندب ميدندورف (Helopsaltes ochotensis)